# Austrolimnius atys
Austrolimnius atys là một loài bọ cánh cứng trong họ Elmidae. Loài này được Hinton miêu tả khoa học năm 1965.